# Ryan Ayers
Pour les articles homonymes, voir Ayers.
Ryan Ayers, né le 16 juillet 1986, à Columbus, dans l'Ohio, est un joueur américain de basket-ball. Il évolue au poste d'ailier. Il est le fils de l'entraîneur Randy Ayers et le frère du basketteur Cameron Ayers.